# سید محمد احمدی
سید محمد احمدی (زاده ۱۳۳۵ – درگذشته ۲ بهمن ۱۳۹۹)
سیاست‌مدار، دیپلمات و حقوق‌دان ایرانی بود که به عنوان سفیر ایران در ترکمنستان فعالیت می‌کرد.
احمدی دانش‌آموخته کارشناسی ارشد جامعه‌شناسی از دانشگاه شیراز و دکترای حقوق بین‌الملل از دانشگاه آزاد اسلامی واحد علوم و تحقیقات تهران بود. وی فعالیت شغلی خود را از سال ۱۳۵۹ در جایگاه بخش‌دار قیر، سپس فرمانداری شیراز، مرودشت، لارستان و آباده آغاز نمود. در دهه ۱۳۷۰ در وزارت امور خارجه حضور داشت و در فاصله سالهای ۱۳۸۲ تا ۱۳۸۳ معاونت سیاسی و امنیتی استانداری فارس را برعهده داشت. احمدی در فاصله سالهای ۱۳۸۳ تا ۱۳۸۴ استاندار ایلام بود.

## زندگی‌نامه
محمد احمدی فرزند سید جلال‌الدین احمدی بود و در سال ۱۳۳۵ در روستای فال زاده شد. او دوره ابتدایی و مقدمات علوم دینی را در روستای فال و میمند، در استان فارس گذراند، سپس برای ادامه تحصیل در مقاطع بالاتر به شیراز رفت.

## تحصیلات
احمدی مدرک کارشناسی و کارشناسی ارشد خود را در رشته جامعه‌شناسی، از دانشگاه شیراز اخذ کرد، او همچنین دارای مدرک دکترای حقوق بین‌الملل از دانشگاه علوم تحقیقات تهران بود. وی از اعضای هیئت علمی و استادیار دانشگاه آزاد کرج نیز بود.

## سوابق اجرایی
معاون سیاسی و امنیتی استانداری فارس، مشاور امور بین‌الملل وزیر کشور و فرمانداری شهرستان‌های شیراز، مرودشت، لارستان و آباده؛ کارداری و سرپرستی سفارت ایران در بحرین و سرکنسول ایران در دبی، مشاور کنسولی و امور مجلس وزارت امور خارجه، معاون اداره خلیج فارس وزارت امور خارجه، کارشناس ارشد سیاسی خلیج فارس و خاورمیانه در دفتر مطالعات سیاسی و بین‌المللی وزارت امور خارجه، عضویت هیئت علمی دانشگاه آزاد کرج و تألیف دو کتاب در زمینه جامعه‌شناسی و حقوق بین‌الملل، همچنین مدیر کلی واحدهای بین‌المللی و برون‌مرزی دانشگاه آزاد اسلامی، از سوابق اجرایی وی بود.

## فعالیت‌های سیاسی
احمدی از مخالفان رژیم شاهنشاهی در دوران پیش از انقلاب ۱۳۵۷ بود، که پس از پیروزی انقلاب، در دوران مسئولیت محمدرضا مهدوی کنی در وزارت کشور، به سمت بخش‌داری قیر و کارزین منصوب شد. وی در سالهای بعدی بترتیب بعنوان فرماندار لارستان، مرودشت، آباده و فرماندار شیراز فعالیت نمود. احمدی از ابتدای دهه ۱۳۷۰ به وزارت امور خارجه منتقل شد و در سمت‌هایی چون سرکنسول، دبیر اول و کاردار سفارت ایران در بحرین و امارات متحده عربی فعالیت نمود.

## استانداری ایلام
احمدی در کابینه دوم سید محمد خاتمی و در فاصله سالهای ۱۳۸۳ تا ۱۳۸۴ برای یک دوره یک ساله، بعنوان استاندار ایلام فعالیت نمود.

## استانداری فارس
بعد از پیروزی دولت حسن روحانی در انتخابات ریاست‌جمهوری ایران (۱۳۹۲)، افرادی همچون ربیع فلاح جلودار
و محمدرضا رضازاده، بعنوان گزینه‌های تصدی استانداری فارس مطرح شدند، ولی در نهایت عبدالرضا رحمانی فضلی در ۲۷ مهر ۱۳۹۲ احمدی را به عنوان استاندار فارس منصوب نمود.
احمدی در ۹ تیر ۱۳۹۴، با هدف شرکت در انتخابات مجلس شورای اسلامی (۱۳۹۵–۱۳۹۴)، از استانداری فارس استعفاء داد، اما هرگز در این دوره از انتخابات مجلس، شرکت نکرد.

## سفیر ایران در ترکمنستان
در ۱۹ دی ۱۳۹۴، حسن روحانی، رئیس‌جمهور ایران به پیشنهاد محمدجواد ظریف، احمدی را به عنوان سفیر ایران در ترکمنستان منصوب کرد.
وی پس از تحمل یک دوره بیماری صبح روز پنجشنبه ۲ بهمن ماه ۱۳۹۹ در بیمارستان نمازی شیراز درگذشت.